# Еј
Еј (фр. Heilles) је насеље и општина у североисточној Француској у региону Пикардија, у департману Оаза која припада префектури Клермон.
По подацима из 2011. године у општини је живело 602 становника, а густина насељености је износила 100,17 становника/km². Општина се простире на површини од 6,01 km². Налази се на средњој надморској висини од 45 метара (максималној 123 m, а минималној 41 m).

## Демографија
| 1962. | 1968. | 1975. | 1982. | 1990. | 1999. | 2011. |
| ----- | ----- | ----- | ----- | ----- | ----- | ----- |
| 274   | 334   | 370   | 489   | 577   | 577   | 602   |

График промене броја становника у току последњих година